# Зеленортска Острва на Светском првенству у атлетици на отвореном 2011.
Зеленортска Острва су учествовала на 13. Светском првенству у атлетици на отвореном 2011. одржаном у Тегу од 27—4. септембра. Репрезентацију Зеленортских Острва представљао је један атлетичар који се такмичио у маратону. , 
На овом првенству Зеленортска Острва нису освојила ниједну медаљу.

## Резултати

### Мушкарци
| Атлетичар   | Дисциплина | Лични рекорд | Квалификације | Квалификације | Група    | Група | Полуфинале | Полуфинале | Финале   | Финале       | Детаљи |
| Атлетичар   | Дисциплина | Лични рекорд | Резултат      | Место         | Резултат | Место | Резултат   | Место      | Резултат | Место        | Детаљи |
| ----------- | ---------- | ------------ | ------------- | ------------- | -------- | ----- | ---------- | ---------- | -------- | ------------ | ------ |
| Рубен Санча | маратон    | 2:18:47 НР   |               |               |          |       |            |            | 2:34:40  | 46 / 49 (67) |        |